# 威屯卡 (阿拉巴马州)
威屯卡（英文：Wetumpka），是美国阿拉巴马州下属的一座城市。面积约为10.11平方英里（约合 26.19平方公里）。根据2010年美国人口普查，该市有人口6,528人，人口密度为645.44/平方英里（约合249.26/平方公里）。